# Rorippa kerneri
Rorippa kerneri là một loài thực vật có hoa trong họ Cải. Loài này được Menyh. miêu tả khoa học đầu tiên năm 1877.